# Oblast autonome du Haut-Karabagh

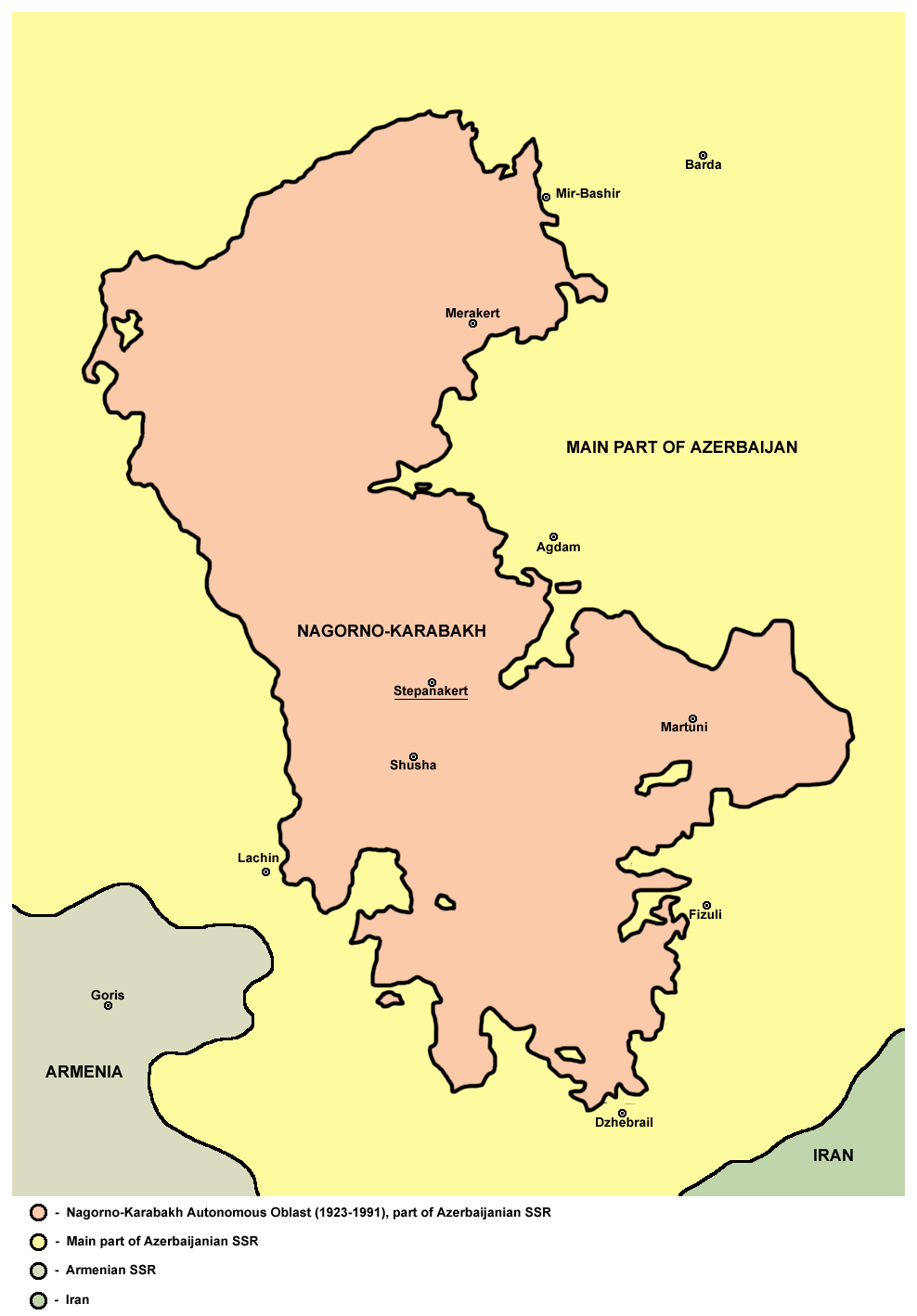
Carte de l'oblast autonome du Haut-Karabagh.

Pour l’article homonyme, voir Haut-Karabagh (homonymie).
7 juillet 1923 – 26 novembre 1991
L'oblast autonome du Haut-Karabagh, en russe Нагорно-Карабахская автономная область, en azéri Дағлыг Гарабағ мухтар вилаjəти, en arménien Լեռնային Ղարաբաղի Ինքնավար Մարզ, est un oblast autonome de l'Union soviétique établi au sein de la République socialiste soviétique d'Azerbaïdjan en 1923 et aboli en 1991.

## Histoire

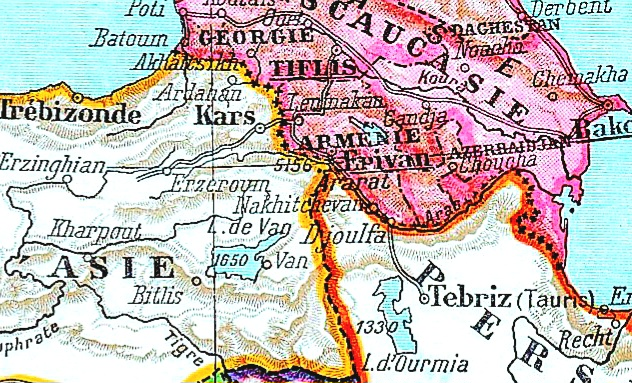
Carte de 1939 montrant le Haut-Karabakh comme faisant partie de la RSS d'Arménie entre le 3 juin et le 4 juillet 1921

En présence de Staline, le bureau caucasien du Comité central du parti bolchevik, auparavant favorable à l'Arménie, décide le rattachement du Haut-Karabagh à la République socialiste soviétique d'Azerbaïdjan le 4 juillet 1921. À cette époque, le territoire est peuplé à 94 % d'Arméniens. En 1923 est constitué l'oblast autonome du Haut-Karabagh, séparé de l'Arménie par un « couloir azéri »[Lequel ?] pourtant peuplé d'Arméniens.
Pendant soixante-cinq ans, la situation n'évolue plus jusqu'en 1988 où, profitant de la perestroïka, la région autonome se déclare en sécession le 20 février. D'après le recensement de 1989, le Haut-Karabagh compte 189 000 habitants dont 145 500 Arméniens et 41 000 Azéris, dans cet oblast alors enclavé en Azerbaïdjan.
Le conflit du Haut-Karabagh entre les RSS d'Arménie et d'Azerbaïdjan se transforme en véritable guerre quand le 26 novembre 1991, le Parlement de la République d'Azerbaïdjan abolit le statut d'autonomie de l'oblast et le partage administrativement entre les raions environnants. En réponse, la majorité de la population arménienne de la région déclare unilatéralement son indépendance par référendum en tant que République du Haut-Karabagh, laquelle contrôle la presque totalité du territoire de l'ancien oblast jusqu'au nouveau conflit de 2020.
Le 19 septembre 2023, l'Azerbaïdjan envahit la région du Haut-Karabagh après un blocus de plus de neuf mois. La population arménienne en est expulsée.